# 明桂南
明桂南（韓語：명계남，1952年7月26日—），號東方雨（동방우），韓國男演員。

## 演出作品

### 電視劇
- 1999年：KBS《學校1》
- 2000年：KBS《學校3》
- 2000年：MBC《新貴公子》
- 2001年：KBS《綢緞花香木》飾演 劉會長
- 2003年：MBC《情定大飯店》飾演 廚房長
- 2003年：MBC《雪人》
- 2003年：MBC《烈愛無間道》飾演 韓泰滿
- 2011年：E Channel《女帝》
- 2012年：SBS《幽靈》飾演 趙炅新
- 2013年：KBS《職場之神》飾演 餐廳老板
- 2013年：E Channel《失業救助羅曼史》 飾演 宗代父親
- 2015年：KBS《蒙面檢察官》飾演 宋滿錫
- 2018年：SBS《Ms.Ma，復仇的女神》
- 2019年：MBN《最棒的炸雞》飾演 徐明東
- 2019年：KBS《我世上最漂亮的女兒》飾演 韓鍾秀
- 2019年：JTBC《美麗的世界》飾演 明善
- 2019年：JTBC《Legal High》客串演出
- 2022年：tvN《Ghost Doctor》飾演 高在植

### 電影
- 2002年：《賣火柴女孩的再臨》飾演 秋風落葉 / 非法居留者
- 2005年：《雙包胎》
- 2012年：《南營洞1985》
- 2013年：《柏林》
- 2013年：《青夜》
- 2014年：《野狗們》
- 2014年：《紅毯》
- 2015年：《誠實國度的愛麗絲》
- 2016年：《中毒練歌房（朝鲜语：중독노래방）》飾演 算命先生
- 2018年：《好日子（朝鲜语：군산: 거위를 노래하다）》飾演 尹英父親（特別出演）
- 2019年：《成大器者（朝鲜语：크게 될 놈）》飾演 李璋
- 2019年：《長沙裡：被遺忘的英雄們（朝鲜语：장사리 : 잊혀진 영웅들）》飾演 林春峰准將（特別出演）
- 2019年：《第十二個嫌疑犯（朝鲜语：열두 번째 용의자）》飾演 申潤治
- 2019年：《Maggie（朝鲜语：메기 (영화)）》飾演 桂南
- 2021年：《茲山魚譜》饰演 罗州牧师（友情出演）

## 外部連結
- NAVER （页面存档备份，存于）